# FK Nikopol
FK Nikopol (ukr. Футбольний клуб «Нікополь», Futbolnyj Kłub "Nikopol") – ukraiński klub piłkarski z siedzibą w Nikopolu, w obwodzie dniepropetrowskim. Założony w roku 2009 jako Orbis Makiejewka.
Obecnie występuje w rozgrywkach Druhiej-lihi.

## Historia
Chronologia nazw:
- 2009: Orbis Makiejewka (ukr. «Орбіс» Макіївка)
- 2009: Makijiwwuhilla Makiejewka (ukr. «Макіїввугілля» Макіївка)
- 11.03.2015: NPHU-Makijiwwuhilla Makiejewka (ukr. «НПГУ-Макіїввугілля» Макіївка)
- 01.07.2015: FK Nikopol-NPHU (ukr. ФК «Нікополь-НПГУ»)
- 02.2017: FK Nikopol (ukr. ФК «Нікополь»)

W sierpniu 2009 roku został założony klub jako Orbis Makiejewka i reprezentował trust Państwowe Przedsiębiorstwo "Makijiwwuhilla" na turnieju o Puchar Ministerstwa Przemysłu Węgielnego, na którym zdobył pierwsze miejsce. Ten sukces zwrócił uwagę kierownictwa firmy na młody zespół. Przed klubem postawiono wielkie zadania. Orbis Makiejewka zmienił swoją nazwę na FK Makijiwwuhilla Makiejewka. W zimowych mistrzostwach obwodu donieckiego klub zajął trzecie miejsce po drugoligowym Olimpik Donieck oraz niezmiennym mistrzem Słowchlib Słowiańsk. W następnym turnieju - zimowych mistrzostwach Makiejewki był pierwszym. Wiosną 2010 Makijiwwuhilla Makiejewka startowała w mistrzostwach obwodu donieckiego, w których zdobyła brązowe medale. W 2010 roku zespół był finalistą Pucharu Ministerstwa Przemysłu Węgielnego (przegrał z Szachtar Swierdłowsk).
W 2011 klub debiutował w rozgrywkach Amatorskiej Lihi. 20 czerwca 2011 otrzymał status klubu profesjonalnego i w lipcu 2011 roku po dłuższej przerwie ponownie startował w Drugiej Lidze.
11 marca 2015 klub zmienił nazwę na NPHU-Makijiwwuhilla.
W lipcu 2015 przeniósł się do Nikopolu i zmienił nazwę na FK Nikopol-NPHU. W lutym 2017 przyjął nazwę FK Nikopol.

## Sukcesy
- 14. miejsce w Pierwszej Lidze: 2011/2012

## Trenerzy
- 2009–2015:  Spartak Żyhulin
- 2015–2016:  Serhij Życki (p.o.)
- 2016:  Serhij Walajew
- 2016–2020:  Hryhorij Varzhelenko
- 2020– :  Jewgienij Jarowienko

## Inne
- Szachtar Makiejewka